# Silva Gabreta
Silva Gabreta ist eine begutachtete, internationale Fachzeitschrift, in der Artikel, Reviews und kurze Berichte vor allem bezüglich des Gebietes Böhmerwald/Bayerischer Wald/Mühlviertel veröffentlicht werden.
Die interdisziplinäre Ausrichtung ermöglicht die Veröffentlichung von Arbeiten aus einem weiten Spektrum der Naturwissenschaften und des Natur- und Umweltschutzes, wie z. B. Geologie, Pedologie, Klimatologie, Botanik, Zoologie, Forstwissenschaft, Ökologie, Sozioökonomie. Die Hauptsprache ist Englisch, es finden sich aber auch Artikel in deutscher und tschechischer Sprache.
Herausgegeben wird Silva Gabreta vom Nationalpark Šumava, sie erscheint regelmäßig seit 1996.
Die wissenschaftliche Zusammenarbeit ist untergliedert in die Abteilung für Forschung und Naturschutz und die Sektionen Zoologie, Wasser- und Sumpfökologie, Waldökologie und Ökologie der Kulturlandschaft.
Der Impact Factor beträgt 0,3 und sie belegt Platz 160 von 199 Fachzeitschriften.